# Porrhomma rosenhaueri
Porrhomma rosenhaueri (L. Koch, 1872) è un ragno appartenente alla famiglia Linyphiidae.

## Distribuzione
La specie è stata rinvenuta in diverse località dell'Europa e della Russia

## Tassonomia
Non sono stati esaminati esemplari di questa specie dal 2009
Attualmente, a dicembre 2013, non sono note sottospecie